# 何佩珉
何佩珉（英語：Mandy Ho Pui Man，1991年9月12日—），香港女演员，曾為香港無綫電視基本藝人合約女藝員。2011年因參加無綫電視製作的武術選秀節目《功夫新星》而獲得冠軍 ，其後加入TVB。同時任職HITHUT 煇煌電影動作訓練創作室導師。何佩珉自小於新界屯門友愛邨長大，先後畢業於仁濟醫院何式南小學（2003年）、香港九龍塘基督教中華宣道會陳瑞芝紀念中學（2008年）及浸信會永隆中學（2010年），並於中七畢業後入讀香港專上學院。
2022年6月離開無綫。

## 演出

### 電視劇（無綫電視）
- 2012年：《東西宮略》飾 姬妾
- 2012年：《雷霆掃毒》飾 助手
- 2012年：《幸福摩天輪》飾 淑賢
- 2013年：《衝上雲霄II》飾 接待員
- 2013年：《神鎗狙擊》飾 PPJ職員
- 2014年：《廉政行動2014》飾 童裝店售貨員
- 2014年：《愛·回家 (第一輯)》飾 Lily
- 2014年：《點金勝手》
- 2014年：《寒山潛龍》飾 霞
- 2014年：《我們的天空》飾 義務老師（第3集）
- 2014年：《忠奸人》飾 護士（第29集）
- 2014年：《使徒行者》飾 議員助理
- 2014年：《再戰明天》飾 曹泳倩
- 2014年：《飛虎II》飾 曼（第3集）
- 2014年：《八卦神探》飾 Johnson（第1集）
- 2015年：《四個女仔三個BAR》飾 記者
- 2015年：《天眼》飾 女劫匪（第1集）
- 2015年：《潮拜武當》飾 毛荳
- 2015年：《拆局專家》飾 刀手
- 2015年：《無雙譜》飾 木
- 2015年：《愛·回家 (第二輯)》飾 洪桂英（第899-900集）
- 2015年：《東坡家事》飾 菁菁
- 2016年：《火線下的江湖大佬》飾 女CID（第10集）
- 2016年：《殭》飾 殭屍（第25-26集）
- 2016年：《愛·回家之八時入席》飾 服裝部助手（第88-89集）
- 2016年：《城寨英雄》飾 木蘭花姊（第9集）
- 2016年：《律政強人》飾 琳助手（第27-28集）
- 2016年：《幕後玩家》飾 登報記者
- 2017年：《親親我好媽》飾 Mandy
- 2017年：《與諜同謀》飾 CS職員
- 2017年：《同盟》飾 殺手之一
- 2017年：《使徒行者2》飾 檸七
- 2017年：《老表，畢業喇！》飾 推銷員（第29集）
- 2017年：《誇世代》飾 員工（第8集起）
- 2017年：《溏心風暴3》飾 Winnie (第35、39集)
- 2018年：《三個女人一個「因」》飾 職員
- 2018年：《果欄中的江湖大嫂》飾 軍裝警員
- 2018年：《宮心計2深宮計》飾 佩丹
- 2018年：《BB來了》飾 記者（第17集）
- 2018年：《兄弟》飾 越南女拳王（第6-7集）
- 2019年：《荷里活有個大老千》飾 金熙
- 2019年：《鐵探》飾 江麗瑤
- 2019年：《她她她的少女時代》飾 DPC教練
- 2019年：《解決師》飾 扒手（第14集）
- 2020年：《黃金有罪》飾 軍裝警員（第1-2集）
- 2020年：《機場特警》飾 悍匪（第15集）
- 2020年：《十八年後的終極告白》飾 護士（第7集）
- 2020年：《迷網》飾 姊妹（第19集）
- 2020年：《踩過界II》飾 曾小柔（第7-8集）
- 2021年：《失憶24小時》飾 職員（第8集）
- 2021年：《陀槍師姐2021》飾 Bonnie
- 2021年：《逆天奇案》飾 學員（第15集）
- 2021年：《愛·回家之開心速遞》飾 厚水朋友（第1248集）
- 2021年：《寶寶大過天》飾 港媽（第1集）
- 2021年：《把關者們》飾 職員（第15集）
- 2021年：《換命真相》飾 客人（第3集）、美女（第14、18集）
- 2022年：《鐵拳英雄》飾 副武術指導
- 2022年：《白色強人II》飾 醫生（第10集）
- 2023年：《破毒強人》飾 投行交易員、手下（第21集）

### 動作特技（無綫電視）
- 2018年：《特技人》飾 常美姝

### 電視劇（邵氏兄弟）
- 2018年：《飛虎之潛行極戰》飾

### 電視電影（J2）
- 2018年：網戰

### 網絡劇（big big channel）
- 2017年：降魔的番外篇 - 首部曲

### 綜藝節目
- 2011年：《功夫新星》（參賽者）
- 2011年：《兄弟幫》（嘉賓）
- 2014年：《快樂聯盟》（主持）
- 2014年：《兄弟幫》（嘉賓；第1140-1141集）
- 2014年：《爸B也Upgrade 2》
- 2015年：《Think Big 大明星》（星級評委；第2集）
- 2015年：《超強選擇1分鐘》（嘉賓；第14集）
- 2016年：《姊妹淘》（嘉賓）

### 電影
- 2014年：《辣警霸王花》（豪哥）
- 2017年：《空手道》平川真理（武替）

### 音樂錄像
- 2016年：焯皓〈追夢者〉MV

## 外部連結
- 何佩珉的新浪微博
- 功夫新星 - 影片 - 參賽者簡介 - 9號何佩珉（页面存档备份，存于）
- 何佩珉 | What's Hot Key[永久]
- 無線《全球功夫新星》 大馬周董奪“最具型格大奬”（页面存档备份，存于）
- 何佩珉的Facebook專頁
- 何佩珉的Instagram帳戶